# Paulina Dudek
Paulina Dudek (* 16. Juni 1997 in Gorzów Wielkopolski) ist eine polnische Fußballspielerin und seit 2014 auch A-Nationalspielerin.

## Karriere

### Vereine
Dudek spielte bereits im Alter von 17 Jahren im Seniorinnenbereich. Von Saisonbeginn 2014/15 bis zum 19. November 2017 (letzter Spieltag im Jahr 2017) kam sie in der Ekstraliga Kobiet, der höchsten Spielklasse im polnischen Frauenfußball, zum Einsatz. Während sie in ihrer Premierensaison zwei, in der Folgesaison fünf Tore erzielte, waren es in der Saison 2016/17 21, bevor sie noch einmal acht Tore erzielte. Während ihrer Vereinszugehörigkeit gewann sie mit ihrer Mannschaft dreimal in Folge das Double (Meisterschaft und Pokalsieg).
Nach Frankreich gelangt, gehört sie seit der Rückrunde der Saison 2017/18 dem Erstligisten Paris Saint-Germain an. Zu ihrem Pflichtspieldebüt kam sie am 1. April 2018 (18. Spieltag) bei der 0:3-Niederlage im Auswärtsspiel gegen HSC Montpellier. Es war das erste von drei Punktspielen in ihrer Premierensaison im Ausland.
In der Folgesaison bestritt sie bereits 16 Punktspiele, davon neun in Folge, und erzielte am 9. Dezember 2018 (13. Spieltag) beim 3:1-Sieg im Auswärtsspiel gegen den Stadt- und Ligakonkurrenten FC Paris mit dem Treffer zum 1:1 in der 15. Minute ihr erstes Tor in der französischen Liga. In den folgenden beiden Saisonen wurde sie 15 und 17 Mal eingesetzt und erzielte jeweils ein Tor. Nachdem sie mit ihrer Mannschaft die bislang drei Saisonen auf Platz 2 der Meisterschaft abgeschlossen hatte, gewann sie mit ihr am Saisonende 2020/21 die Meisterschaft – mit einem Punkt Vorsprung auf Serienmeister (seit 2007 14 Mal in Folge) Olympique Lyon. In den anschließenden Saisonen (bis Saisonende 2023/24) war die Reihenfolge erneut umgekehrt. Im Jahr 2022 kam sie erneut in Spielen um den nationalen Vereinspokal zum Einsatz, mit dem Unterschied, dass in diesem Jahr der Pokal gewonnen wurde. Im Finale am 15. Mai in Dijon trug sie beim 8:0-Sieg über den FF Yzeure Allier Auvergne mit einem Tor, dem Treffer zum 3:0 in der neunten Minute, dazu bei. In der Saison 2022/23 und 2023/24 kam sie aufgrund zweimaligen Kreuzbandrisses, deren Folgen sie auch in der Saison 2024/25 noch beeinträchtigten, lediglich zu zwei und vier Punktspielen.

### Nationalmannschaft
Für die angestrebte Teilnahme an der vom 25. bis 28. Juni 2013 in der Schweiz vorgesehenen Europameisterschaft kam sie in jeweils drei Spielen der ersten und zweiten Qualifikationsrunde zum Einsatz. Ihr Debüt erfolgte am 3. September 2012 in Štiavnička beim 4:0-Sieg über die U17-Nationalmannschaft der Slowakei. Im ersten und zweiten Qualifikationsspiel der zweiten Runde erzielte sie am 27. und 29. März 2013 gegen die U17-Nationalmannschaften Irlands und Norwegens beim 2:1 und 3:0-Sieg jeweils ein Tor. Mit der Qualifikation für die Finalrunde kam sie sowohl im Halbfinale (1 Tor) am 25. als auch im Finale am 28. Juni 2013 zum Einsatz – und zum Titelgewinn. Drei weitere EM-Qualifikationsspiele für die Europameisterschaft 2014 in England bestritt sie im August 2013 (9:0 vs. Kasachstan (3 Tore), 5:0 vs. Aserbaidschan, 0:1 vs. Österreich).
Zehn Monate später bestritt sie zwei EM-Qualifikationsspiele für die U19-Nationalmannschaft für die Europameisterschaft 2014 in Norwegen; das erste und dritte Spiel wurde mit 1:2 gegen die U19-Nationalmannschaft Schwedens und mit 1:3 gegen die U19-Nationalmannschaft Rumäniens verloren. Am 17. und 20. September 2015 und am 7. April 2016 bestritt sie noch einmal drei EM-Qualifikationsspiele (4:0 vs. Türkei in Eerikkilä, 3:7 vs. Finnland in Hämeenlinna, 1:3 vs. Deutschland in Dublin).
Am 8. Mai 2014 gewann sie in Toftir bei ihren Debüt in der A-Nationalmannschaft 3:0 gegen die Nationalmannschaft Färöers im fünften Spiel der WM-Qualifikationsgruppe 4; die letzten vier der insgesamt zehn WM-Qualifikationsspiele bestritt sie ebenfalls. Für die angestrebten Teilnahmen an den Weltmeisterschaften 2019 und 2023 kam sie in fünf und zehn Qualifikationsspielen zum Einsatz. Für die Europameisterschaften 2017, 2022 und 2025 bestritt sie vier, acht und drei Qualifikationsspiele; für eine Teilnahme an den Turnieren reichte es dreimal nicht.
In internationalen Turnieren kam sie mit ihrer Mannschaft dennoch zu Spielen, sie nahm mit ihr an drei Turnieren teil. Im Turnier um den Zypern-Cup 2016 kam sie im ersten und dritten Spiel der Gruppe B zum Einsatz, im Turnier um den Algarve-Cup 2019 bestritt sie ebenfalls (die) zwei Spiele der Gruppe B und im Turnier um den Pinatar Cup 2022 wurde sie am 16. Februar im Viertelfinale bei der 1:2-Niederlage gegen die Nationalmannschaft Irlands und am 19. Februar im Spiel m Platz 5 bis 8 bei der 1:2-Niederlage gegen die Nationalmannschaft Ungarns berücksichtigt. Auch in den beiden in Freundschaft ausgetragenen Länderspielen gegen die Nationalmannschaften Spaniens und Schwedens, die am 8. November 2018 in Leganés und am 13. April 2021 in Łódź mit 1:3 und 2:4 verloren wurden, war sie aktiv.

## Erfolge
Nationalmannschaft
- Algarve-Cup-Finalist 2019
- Zypern-Cup-Finalist 2016
- U17-Europameister 2013

Paris Saint-Germain
- Französischer Meister 2021
- Französischer Pokal-Sieger 2018, 2022, 2024

Medyk Konin
- Polnischer Meister 2015, 2016, 2017
- Polnischer Pokal-Sieger 2015, 2016, 2017